# 2011 100 legnagyobb slágere

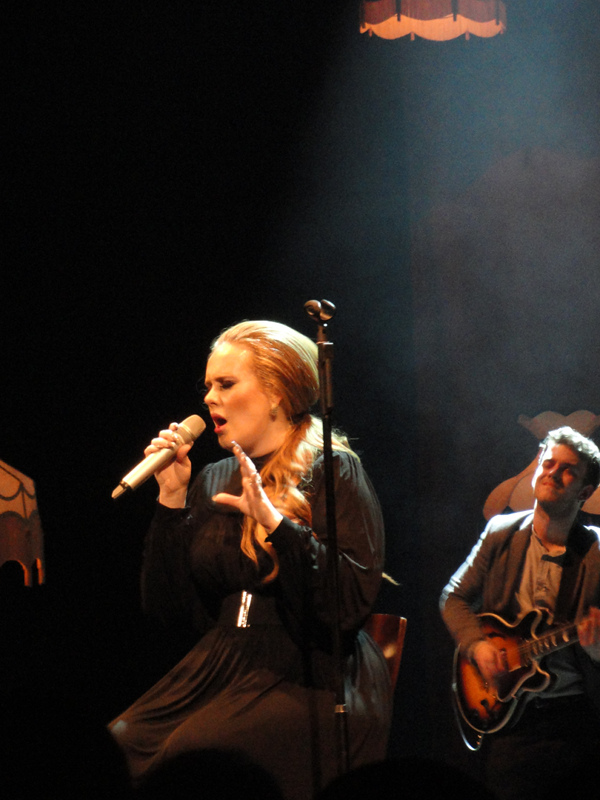
Adele "Rolling in the Deep" című dala volt az év legnépszerűbb dala, miután hét egymást követő hetet töltött a Billboard Hot 100 élén.

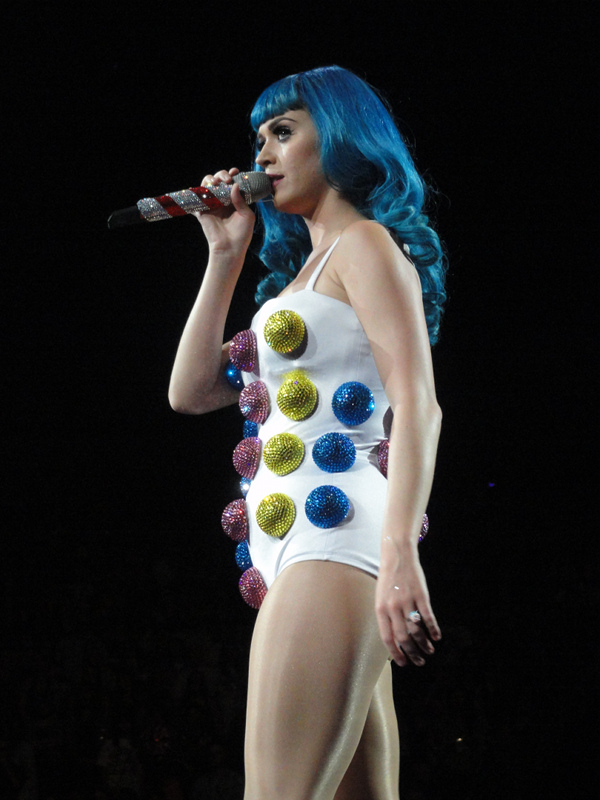
Katy Perry négy kislemezzel szerepel a listán, ezek a "Firework", az "E. T.", a "Last Friday Night (T. G. I. F.)", valamint a "Teenage Dream". A "Firework" és az "E.T." a harmadik, illetve a negyedik pozíciót foglalják el.

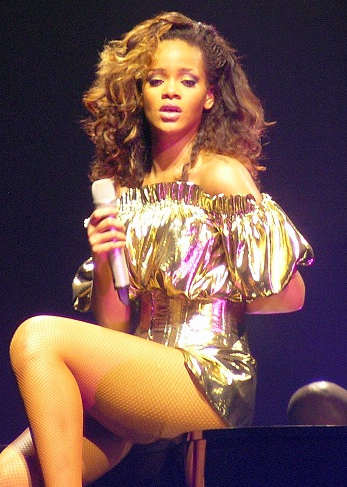
A barbadosi énekesnő Rihanna hat dallal szerepel a listán, melyekből négy a Loud című albumról való, egy a Talk That Talk-ról, illetve egy közreműködés Kanye West kislemezén.

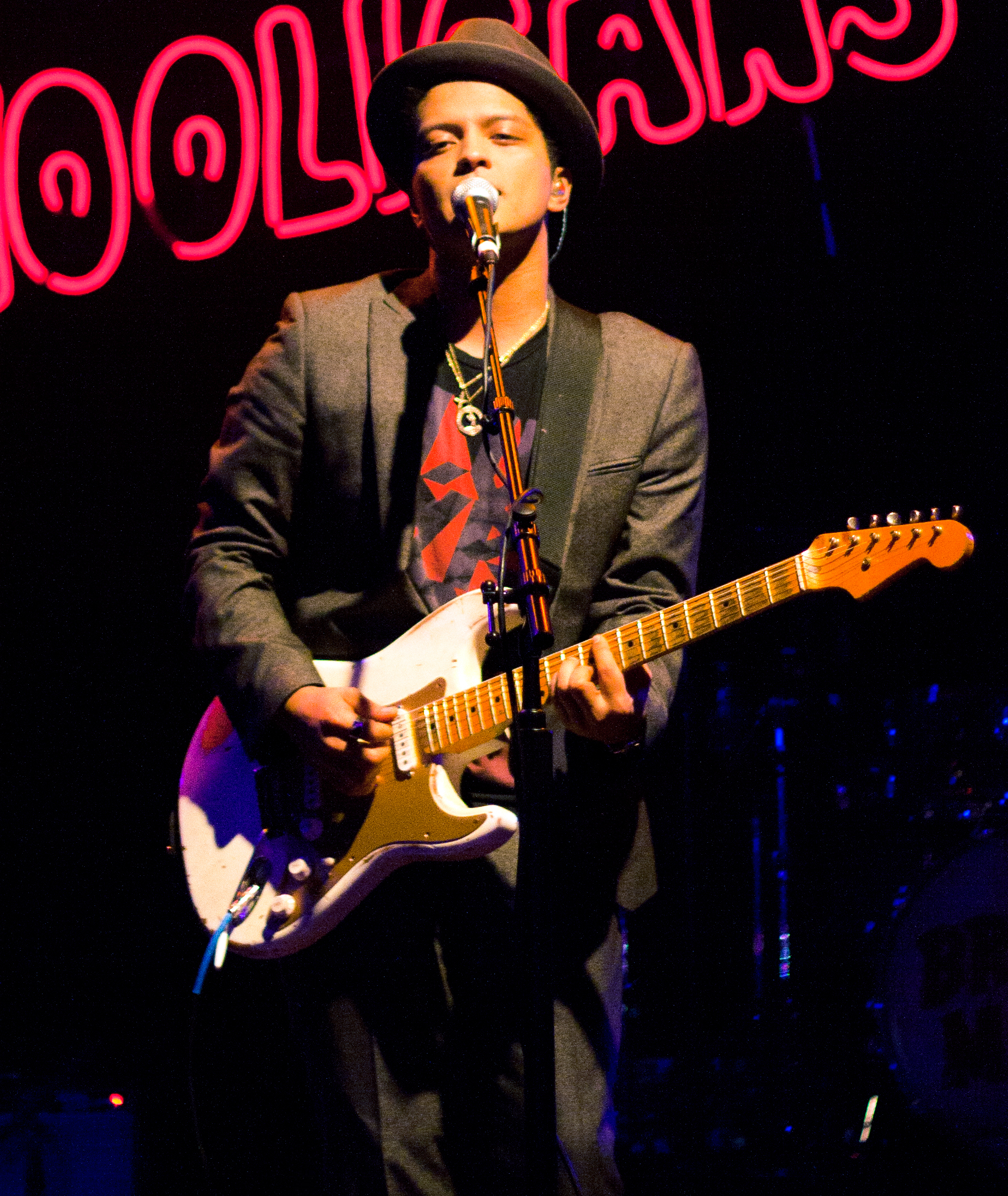
Bruno Mars dala a "Just the Way You Are" 2011-ben három pozíciót javított tavalyi helyezésén, így a tizenötödik helyet szerezte meg.

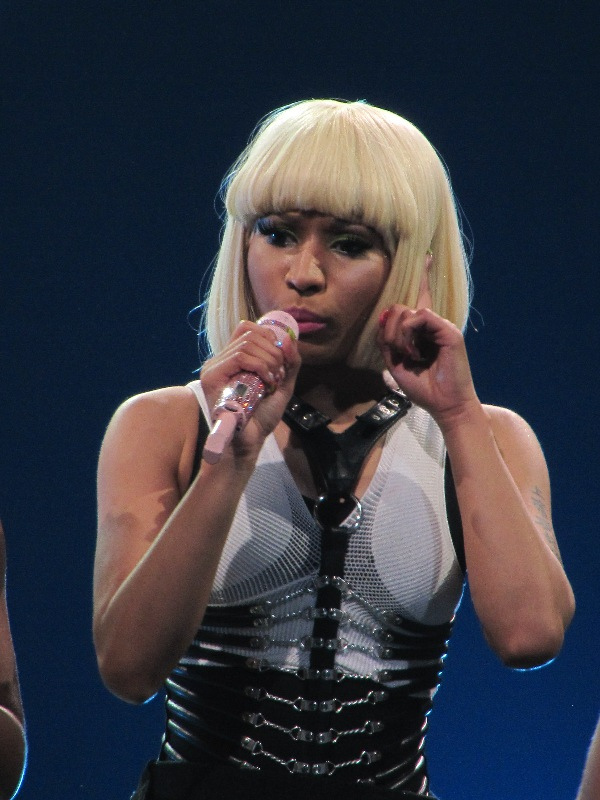
Nicki Minaj "Super Bass" című dala a nyolcadik helyen végzett, miután a dal bejutott a Billboard Hot 100 legjobb öt dala közé, ezzel Minaj lett az első női rapper Missy Elliott óta, akinek ez sikerült.

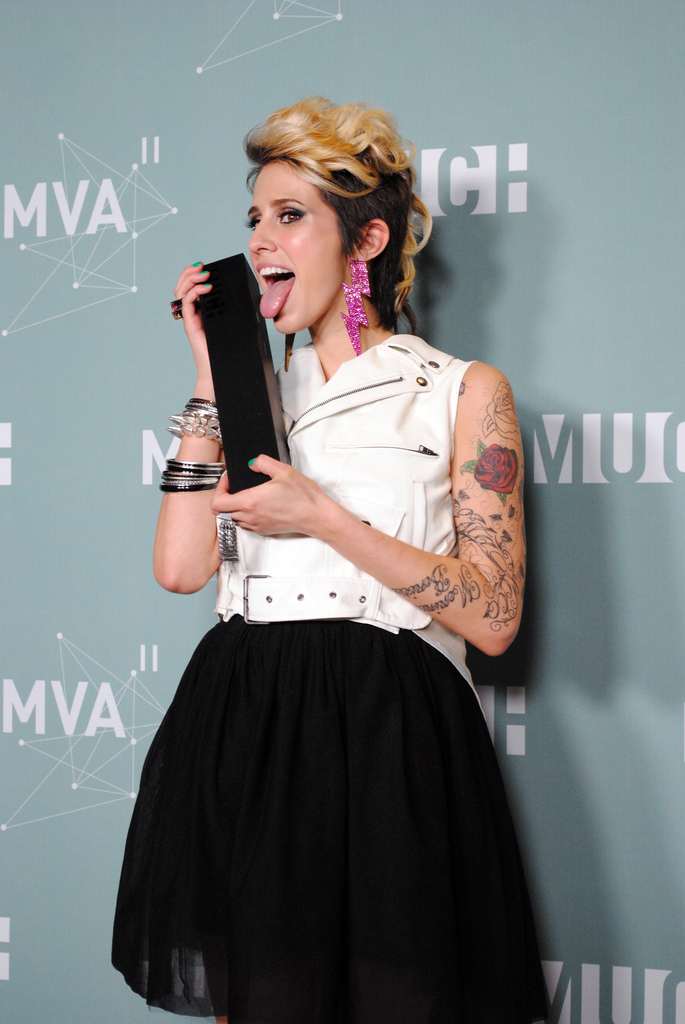
Az énekes Dev három dallal szerepel a listán, három különböző albumról. Ezek a "Like a G6", szóló kislemeze, a "In the Dark" debütáló stúdióalbumáról, valamint a "Backseat".

Ez a lista a Billboard magazin első Hot 100 zenéjét tartalmazza 2011-ből.

| Helyezés | Cím                               | Előadó(k)                                          |
| -------- | --------------------------------- | -------------------------------------------------- |
| 1        | "Rolling in the Deep"             | Adele                                              |
| 2        | "Party Rock Anthem"               | LMFAO featuring Lauren Bennett and GoonRock        |
| 3        | "Firework"                        | Katy Perry                                         |
| 4        | "E.T."                            | Katy Perry featuring Kanye West                    |
| 5        | "Give Me Everything"              | Pitbull featuring Ne-Yo, Afrojack and Nayer        |
| 6        | "Grenade"                         | Bruno Mars                                         |
| 7        | "Fuck You"                        | Cee Lo Green                                       |
| 8        | "Super Bass"                      | Nicki Minaj                                        |
| 9        | "Moves like Jagger"               | Maroon 5 featuring Christina Aguilera              |
| 10       | "Just Can't Get Enough"           | The Black Eyed Peas                                |
| 11       | "On the Floor"                    | Jennifer Lopez featuring Pitbull                   |
| 12       | "S&M"                             | Rihanna                                            |
| 13       | "Pumped Up Kicks"                 | Foster the People                                  |
| 14       | "Last Friday Night (T.G.I.F.)"    | Katy Perry                                         |
| 15       | "Just the Way You Are"            | Bruno Mars                                         |
| 16       | "Tonight (I'm Lovin' You)"        | Enrique Iglesias featuring Ludacris and DJ Frank E |
| 17       | "Raise Your Glass"                | Pink                                               |
| 18       | "Born This Way"                   | Lady Gaga                                          |
| 19       | "Fuckin' Perfect"                 | Pink                                               |
| 20       | "What's My Name?"                 | Rihanna featuring Drake                            |
| 21       | "Look at Me Now"                  | Chris Brown featuring Lil Wayne and Busta Rhymes   |
| 22       | "Down on Me"                      | Jeremih featuring 50 Cent                          |
| 23       | "How to Love"                     | Lil Wayne                                          |
| 24       | "Someone Like You"                | Adele                                              |
| 25       | "Good Life"                       | OneRepublic                                        |
| 26       | "The Lazy Song"                   | Bruno Mars                                         |
| 27       | "Till the World Ends"             | Britney Spears                                     |
| 28       | "The Show Goes On"                | Lupe Fiasco                                        |
| 29       | "The Edge of Glory"               | Lady Gaga                                          |
| 30       | "We R Who We R"                   | Ke$ha                                              |
| 31       | "Black and Yellow"                | Wiz Khalifa                                        |
| 32       | "Tonight Tonight"                 | Hot Chelle Rae                                     |
| 33       | "Blow"                            | Kesha                                              |
| 34       | "Lighters"                        | Bad Meets Evil featuring Bruno Mars                |
| 35       | "If I Die Young"                  | The Band Perry                                     |
| 36       | "Stereo Hearts"                   | Gym Class Heroes featuring Adam Levine             |
| 37       | "The Time (Dirty Bit)"            | The Black Eyed Peas                                |
| 38       | "Coming Home"                     | Diddy – Dirty Money featuring Skylar Grey          |
| 39       | "Hey Baby (Drop It to the Floor)" | Pitbull featuring T-Pain                           |
| 40       | "Only Girl (In the World)"        | Rihanna                                            |
| 41       | "6 Foot 7 Foot"                   | Lil Wayne featuring Cory Gunz                      |
| 42       | "Just a Kiss"                     | Lady Antebellum                                    |
| 43       | "Dirt Road Anthem"                | Jason Aldean                                       |
| 44       | "Dynamite"                        | Taio Cruz                                          |
| 45       | "No Hands"                        | Waka Flocka Flame featuring Wale and Roscoe Dash   |
| 46       | "I Wanna Go"                      | Britney Spears                                     |
| 47       | "I'm on One"                      | DJ Khaled featuring Drake, Rick Ross and Lil Wayne |
| 48       | "You Make Me Feel..."             | Cobra Starship featuring Sabi                      |
| 49       | "Yeah 3x"                         | Chris Brown                                        |
| 50       | "Moment 4 Life"                   | Nicki Minaj featuring Drake                        |
| 51       | "I Need a Doctor"                 | Dr. Dre featuring Eminem and Skylar Grey           |
| 52       | "Just a Dream"                    | Nelly                                              |
| 53       | "Motivation"                      | Kelly Rowland featuring Lil Wayne                  |
| 54       | "Stereo Love"                     | Edward Maya featuring Vika Jigulina                |
| 55       | "Jar of Hearts"                   | Christina Perri                                    |
| 56       | "Roll Up"                         | Wiz Khalifa                                        |
| 57       | "Sexy and I Know It"              | LMFAO                                              |
| 58       | "Rocketeer"                       | Far East Movement featuring Ryan Tedder            |
| 59       | "All of the Lights"               | Kanye West featuring Rihanna                       |
| 60       | "Hold It Against Me"              | Britney Spears                                     |
| 61       | "More"                            | Usher                                              |
| 62       | "What the Hell"                   | Avril Lavigne                                      |
| 63       | "Written in the Stars"            | Tinie Tempah featuring Eric Turner                 |
| 64       | "Bottoms Up"                      | Trey Songz featuring Nicki Minaj                   |
| 65       | "DJ Got Us Fallin' in Love"       | Usher featuring Pitbull                            |
| 66       | "For the First Time"              | The Script                                         |
| 67       | "Honey Bee"                       | Blake Shelton                                      |
| 68       | "Don't You Wanna Stay"            | Jason Aldean featuring Kelly Clarkson              |
| 69       | "We Found Love"                   | Rihanna featuring Calvin Harris                    |
| 70       | "Pretty Girl Rock"                | Keri Hilson                                        |
| 71       | "Yoü and I"                       | Lady Gaga                                          |
| 72       | "Like a G6"                       | Far East Movement featuring The Cataracs and Dev   |
| 73       | "Without You"                     | David Guetta featuring Usher                       |
| 74       | "Back to December"                | Taylor Swift                                       |
| 75       | "Teenage Dream"                   | Katy Perry                                         |
| 76       | "Crazy Girl"                      | Eli Young Band                                     |
| 77       | "Cheers (Drink to That)"          | Rihanna                                            |
| 78       | "Who Says"                        | Selena Gomez & the Scene                           |
| 79       | "Barefoot Blue Jean Night"        | Jake Owen                                          |
| 80       | "Knee Deep"                       | Zac Brown Band featuring Jimmy Buffett             |
| 81       | "Country Girl (Shake It for Me)"  | Luke Bryan                                         |
| 82       | "Remind Me"                       | Brad Paisley and Carrie Underwood                  |
| 83       | "In the Dark"                     | Dev                                                |
| 84       | "Backseat"                        | New Boyz featuring The Cataracs and Dev            |
| 85       | "Headlines"                       | Drake                                              |
| 86       | "Best Thing I Never Had"          | Beyoncé                                            |
| 87       | "Don't Wanna Go Home"             | Jason Derulo                                       |
| 88       | "Where Them Girls At"             | David Guetta featuring Flo Rida and Nicki Minaj    |
| 89       | "She Ain't You"                   | Chris Brown                                        |
| 90       | "Take a Back Road"                | Rodney Atkins                                      |
| 91       | "Please Don't Go"                 | Mike Posner                                        |
| 92       | "Sure Thing"                      | Miguel                                             |
| 93       | "Price Tag"                       | Jessie J featuring B.o.B                           |
| 94       | "God Gave Me You"                 | Blake Shelton                                      |
| 95       | "She Will"                        | Lil Wayne featuring Drake                          |
| 96       | "Are You Gonna Kiss Me or Not"    | Thompson Square                                    |
| 97       | "Animal"                          | Neon Trees                                         |
| 98       | "You and Tequila"                 | Kenny Chesney featuring Grace Potter               |
| 99       | "Colder Weather"                  | Zac Brown Band                                     |
| 100      | "My Last"                         | Big Sean featuring Chris Brown                     |